# TUI Belgium
TUI Belgium (TUI België, tot 2016 gekend als Jetair) is de grootste Belgische reisorganisatie. Het is onderdeel van de beursgenoteerde TUI Group (Touristik Union International). TUI België biedt zowel online als via eigen reisbureaus een aanbod pakketvakanties aan in 49 landen. Naast vliegvakanties biedt de touroperator autovakanties, citytrips, skivakanties, cruises en rondreizen aan. 
TUI België is een zusterbedrijf van luchtvaartmaatschappij TUI fly België, dat enkel vliegtickets aanbiedt.
TUI België had in 2023 800.000 tour operator klanten.

## Geschiedenis
Jetair werd in 1971 opgericht door Gerard Brackx, die al sinds 1956 actief was in de reisindustrie. Het hoofdkantoor zit in Oostende. 
Oorspronkelijk was Brackx actief als autocarondernemer (onder andere reizen naar Ieper, Italië, Lourdes en Spanje). Vanaf 1969 organiseerde hij zijn eerste vliegreizen, waarna hij in 1971 een nieuwe vennootschap Jetair oprichtte om verder uit te breiden met vliegvakanties. In latere jaren breidt het aanbod uit naar meer dan vliegvakanties.
In 1985 wordt het zustermerk Sunjets opgericht. Het is het eerste reismerk dat rechtstreeks aan de klant verkoopt zonder tussenpartijen. Sunjets is bedoeld als prijsvechter in de reisbranche. In latere jaren zal Sunjets zich vooral richten op exclusieve online verkoop. 
In 1990 richt Jetair het luxe reismerk VIP-selection op. VIP-selection biedt enkel vliegvakanties aan, richt zich op luxehotels en premium service. 
Sinds 1994 is Jetair (nu TUI België) de Belgische nr. 1 voor vliegvakanties. In 1996 verkrijgt de Duitse toeristische groep TUI AG een belang van 30% in Jetair. In de daaropvolgende jaren ontwikkelt Jetair een groter aanbod van autovakanties, citytrips, sneeuwvakanties, cruises en rondreizen. 
Vanaf 1996 biedt Jetair vliegreizen aan vanuit de luchthaven Oostende-Brugge, met gecharterde vliegtuigen van Sobelair. Toen Sobelair in januari 2004 failliet verklaard werd, startte Jetair haar eigen luchtvaartmaatschappij Jetairfly.
In 2001 wordt Jetair 100% eigendom van TUI. Vanaf dat moment is Jetair echt een “TUI”-merk, waarbij ook het TUI “smile” logo deel wordt van de Jetair huisstijl.
In 2014 clusteren TUI Nederland en TUI Belgium hun activiteiten binnen TUI Benelux, waardoor de samenwerking tussen beide landen intenser wordt. In mei 2015 besliste TUI Groep om internationaal onder één merk te werken. In november 2016 werden daarom de merknamen Jetair en Jetairfly officieel vervangen door het moedermerk TUI. De merken heten vanaf dan TUI Belgium en TUI fly Belgium. TUI Belgium valt daarbij onder de TUI Western Region cluster.
In 2019 houdt het zustermerk Sunjets na 30 jaar definitief op te bestaan . Sunjets had volgens TUI geen meerwaarde meer aangezien TUI ook een laagste prijsgarantie biedt.
Sinds 2024 valt TUI Belgium onder de TUI BeNe directie, voorheen onder TUI Western Region. Arjan Kers - voorheen country manager TUI Nederland - is de Managing Director van TUI BeNe. Kers leidt hierdoor beide landen.

## Aanbod
TUI België is een touroperator die voornamelijk pakketreizen aanbiedt voor vliegvakanties. Naast vliegvakanties biedt het ook autovakanties, citytrips, skivakanties, cruises en rondreizen aan.
Zustermaatschappij TUI fly België verkoopt losse vliegtickets.
De divisie TUI tours verkoopt groepsrondreizen en individuele rondreizen. Het betreft dynamic package rondreizen die flexibel aan te passen zijn. Dat houdt in dat de reisperiode, accommodatie, activiteiten, vluchten en bezoeken aanpasbaar zijn, maar men boekt toch een pakket. TUI is de enige in België die in deze vorm rondreizen op maat aanbiedt.
Via TUI België worden de cruises van TUI Group ook in België aangeboden. TUI Cruises, de cruisemaatschappij van TUI Group biedt (in België) zeven cruiseschepen aan onder het merk Mein Schiff, en daarnaast ook schepen onder Hapag Lloyd cruises.
TUI Group heeft een netwerk van eigen hotels, waaronder TUI BLUE en RIU hotels. In die laatste heeft de TUI Group 50% aandeelhouderschap, samen met de Spaanse familie Riu (ook 50%). TUI België verkoopt de pakketvakanties naar deze hotels (vlucht en verblijf).
VIP-selection is het luxemerk van TUI België en is enkel in België actief. Het biedt luxevakanties aan met premium service.

## Activiteiten
TUI België maakt deel uit van de BeNe-cluster. Voorheen viel het onder de zogenaamde TUI Western Region subregio. Omwille van kostenefficiëntie werd al in 2014 beslist om de eerste activiteiten te groeperen. TUI België en TUI Nederland bieden (deels) elkaars producten aan. Men kan hierdoor vakanties boeken met vertrek vanuit Nederlandse luchthavens.
De reiskantorentak van TUI België bevat 104 reiskantoren, hoofdzakelijk in Vlaanderen.
TUI België is lid van de ABTO (Association of Belgian Tour Operators).
TUI biedt het grootste deel van haar vakanties aan met gecharterde vluchten van zustermaatschappij TUI fly Belgium. De airline beschikt hiervoor over 31 eigen vliegtuigen (Belgische registratie) van de in totaal meer dan 150 toestellen onder TUI Airlines. Bijna alle toestellen zijn Boeing 737 modellen. Tijdens drukke periodes huurt of leaset TUI extra vliegtuigen van de Turkse maatschappij Freebird Airlines (FHY).
De vakanties van de touroperator vertrekken uit diverse Belgische en Nederlandse luchthavens:
- Brussel Zaventem

- Oostende
- Antwerpen
- Luik
- Amsterdam
- Rotterdam

TUI België heeft 2.100 (data: 2024) medewerkers. Dit omvat medewerkers van TUI reiskantoren, de luchtvaartmaatschappij en medewerkers op het hoofdkantoor.